# Hans Widmer
Hans Widmer, även känd under sin pseudonym P.M. (pm), född 1947,  är en schweizisk författare. Han är mest känd för sin anarkistiska / antikapitalistiska socialutopiska bok bolo'bolo, publicerad på Paranoia en City Verlag i Zürich 1983.

## bolo’bolo
Titeln på denna bok hänvisar till bolo, eller en autonom gemenskap som motsvarar den antropologiska enheten för en stam (några hundra individer). Detta skulle vara den grundläggande sociala enheten i en tänkt utopisk-ekologisk framtid; dess namn är ett exempel på ett ord från det konstruerade språket (eller snarare en grundläggande vokabulär på cirka trettio ord) som kallas asa’pili.